# Sankt Martin im Sulmtal
Sankt Martin im Sulmtal osztrák község Stájerország Deutschlandsbergi járásában. 2017 januárjában 3049 lakosa volt. 

## Elhelyezkedése

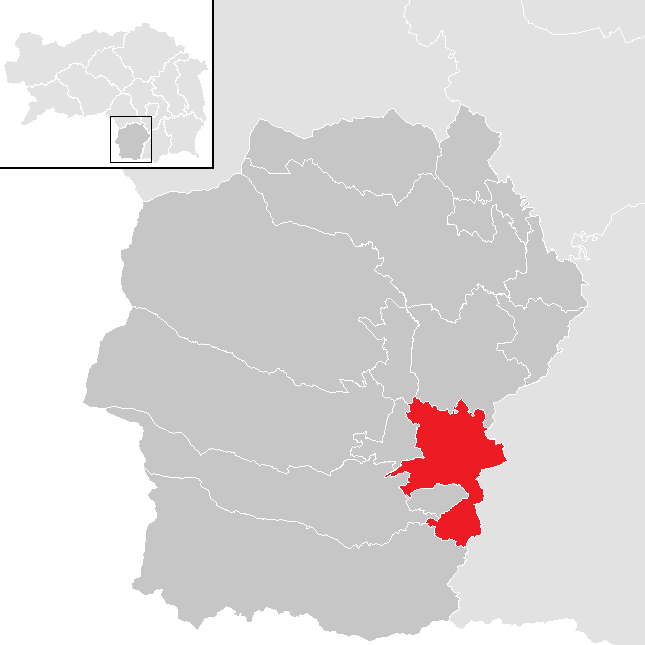
Sankt Martin im Sulmtal a Deutschlandsbergi járásban

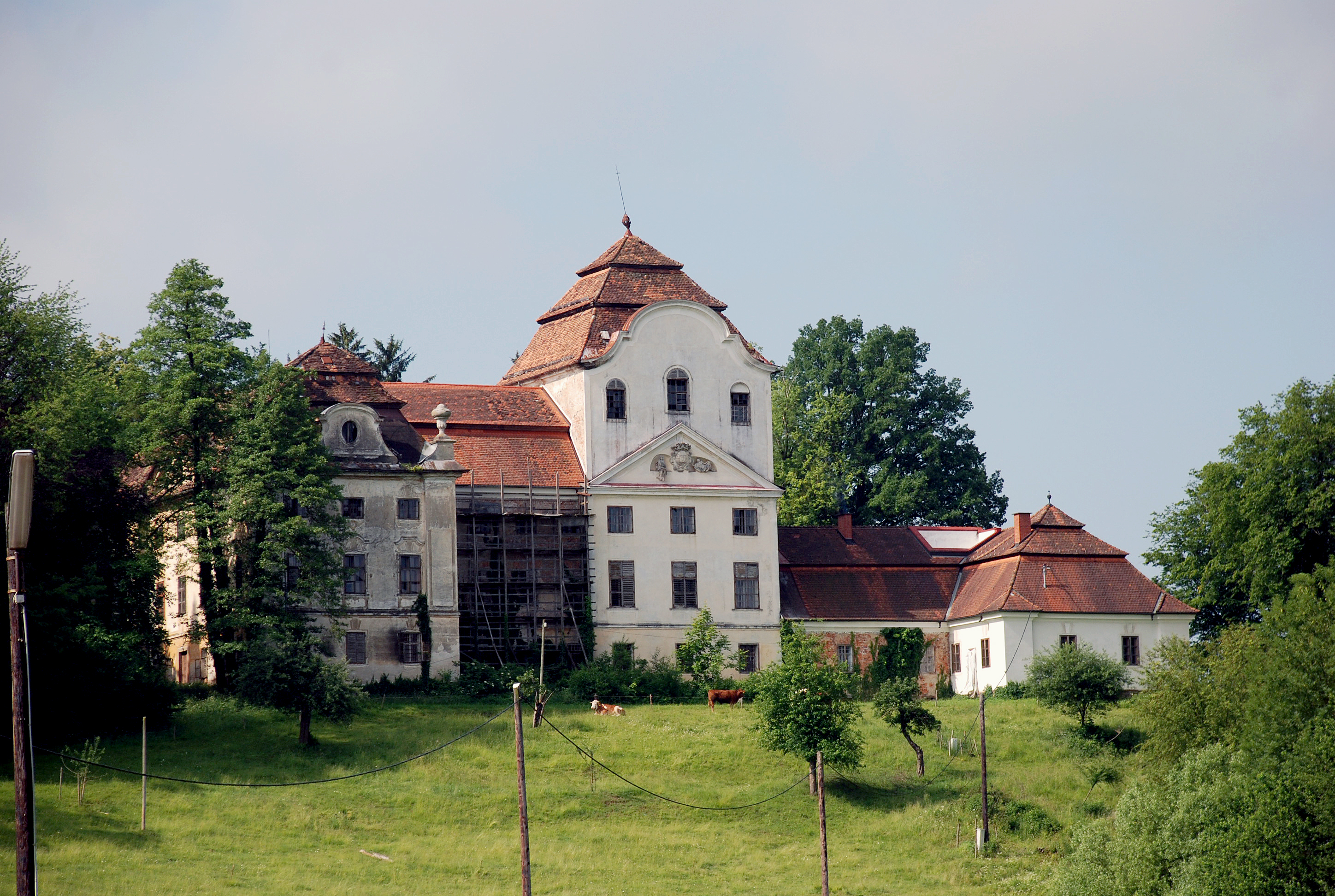
A dietmannsdorfi Welsberg-kastély

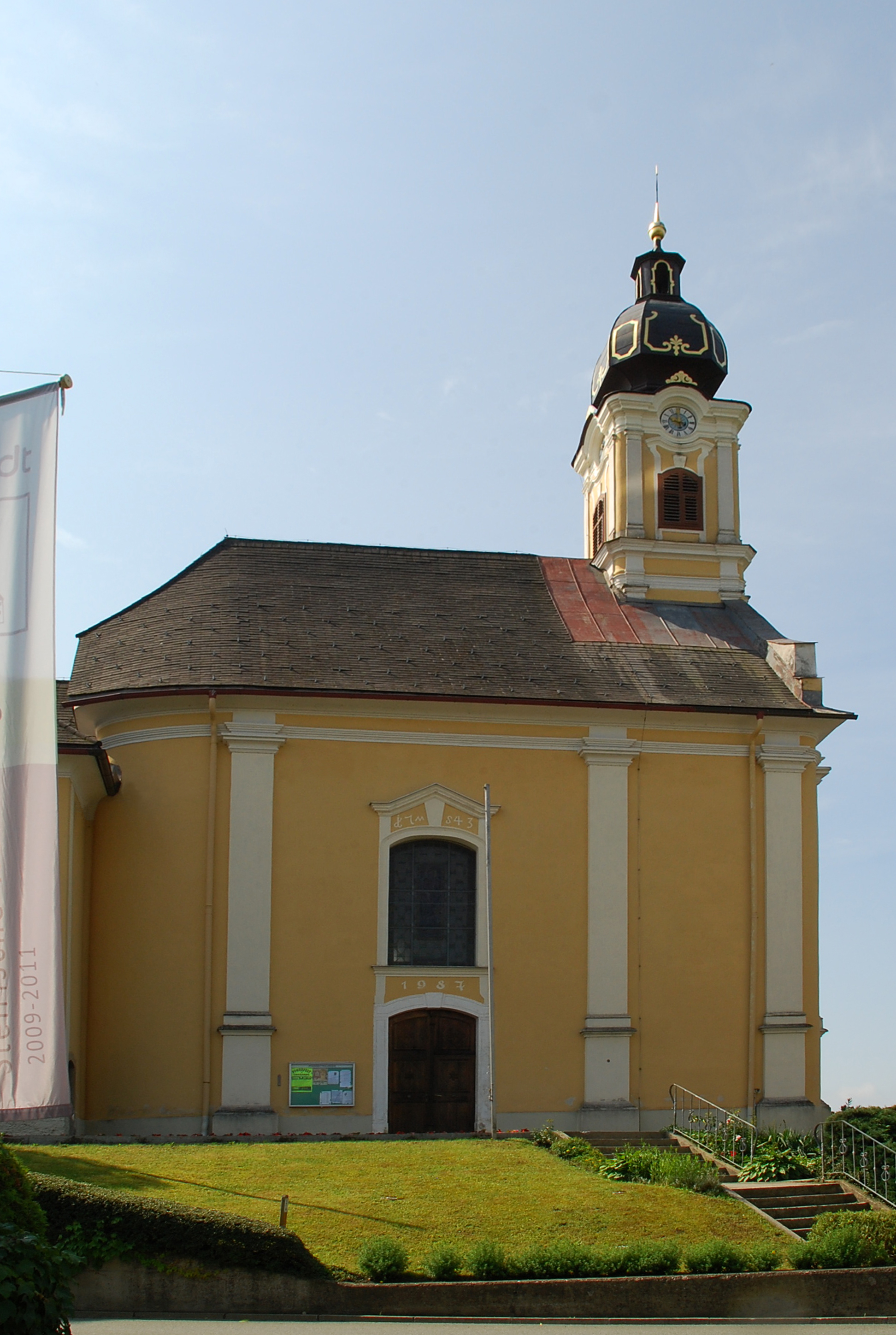
A greithi Szt. Ulrik-templom

Sankt Martin im Sulmtal a tartomány déli részén fekszik a Nyugat-Stájerország régióban, a Sulm (a Mura mellékfolyója) mentén. Az önkormányzat 15 falut fog össze (valamennyit saját katasztrális községében): Aigen (123 lakos), Bergla (190), Dietmannsdorf im Sulmtal (224), Dörfla (306), Gasselsdorf (308), Graschach (123), Greith (103), Gutenacker (74), Kopreinigg (206), Oberhart (241), Otternitz (184), Pitschgauegg (104), Reitererberg (65), Sulb (463), Tombach (335).
A környező települések: délre Eibiswald, délnyugatra Pölfing-Brunn és Wies, nyugatra Sankt Peter im Sulmtal, északnyugatra Frauental an der Laßnitz, északra Groß Sankt Florian, északkeletre Gleinstätten, keletre Sankt Johann im Saggautal, délkeletre Oberhaag.

## Története
A Greithben és Sulbban talált kőbalták tanúsága szerint a terület már a neolitikumban (i.e. 3000 körül) is lakott volt. Oberhartban a régészek vaskori temetőt ástak ki, amely a hallstatti kultúrából a La Tène-kultúrába való átmenet idejéből származik. A római időszakból maradt nagyszámú halomsír nagy népsűrűségre utal, bennük sírmellékletként érméket, ékszereket, cserép- és üvegedényeket találtak. Feltételezik, hogy egy római út is áthaladt a település területén.
568-ban szlávok települtek be a térségbe, egyes helynevek (pl. Sulb) szláv eredetűek.
Sulb (az önkormányzat központi települése) első említése egy 1050-es oklevélben történik, amelyben egy bizonyos Waltfried birtokot adományozott a salzburgi érsekségnek, amely a "Sulpa mellett a kápolnánál (iuxta Sulpam in loco chapella) volt található: vagyis ekkor már állt egy templom a helyszínen. Egy Otto de Sulbe 1144-ben is megjelenik az érsek csatlósai között. 1244-ben a lavanti püspökség határait megállapító dokumentum szerint "St. Martin bei Sulb" a Sankt Floriani plébánia leányegyháza volt. 1922-ben egy ásatás folyamán egy edényben több mint ezer, 1222-ből származó freisachi ezüstdénárt találtak egy valamikori ház padlója alatt.
A helyi hagyomány és egy 1441-es okleveles említés szerint a falu melletti Taborkogel hegyén állt egy torony. Mára eltűnt, köveit állítólag felhasználták a mai Szt. Márton-templom építésekor.
1805-ben, a napóleoni háborúk során a franciák szállták meg St. Martint. A Marx nevű bírót letartóztatták és Marburgba vitték, mert szidta a "hatóságot".
1934 nyarán a júliusi puccs során a nemzetiszocialisták megpróbálták megdönteni az osztrák kormányt. St. Martinban a nácik elfoglalták a postahivatalt és körbevették a csendőrséget, amelynek elvágták a telefonvezetékét. Miután erősítést kaptak, lefegyverezték a három csendőrt és egy kisebb csapatot hagytak hátra az épület őrzésére. A kormányhű paramilitáris Heimwehr közeledtére ezek elmenekültek. A puccs bukása után 33 főt tartóztattak le St. Martinban, többen Németországba vagy Jugoszláviába távoztak. A második világháború után a települést a Vörös Hadseregben harcoló bolgár csapatok és jugoszláv partizánok foglalták el, majd a brit megszállási zónába került.
1948-ban Sankt Martin önkormányzatához csatolták Greith és Aigen községeket; őket követte Otternitz 1968-ban és Oberhart 1969-ben. A 2015-ös stájerországi közigazgatási reform során Sulmeck-Greith önkormányzatát egyesítették St. Martinéval.

## Lakosság
A Sankt Martin im Sulmtal-i önkormányzat területén 2017 januárjában 3049 fő élt, ami jelentős visszaesést jelent a 2001-es 3488 lakoshoz képest. 2014-ben a helybeliek 97,6%-a volt osztrák állampolgár; a külföldiek közül 0,8% a régi (2004 előtti), 0,9% az új EU-tagllamokból érkezett. 0,5% jött Törökországból és a volt Jugoszláviából (Horvátország és Szlovénia kivételével).

## Látnivalók
- a Szt. Márton-plébániatemplom mai barokk formáját 1701-1714 között nyerte el, tornya kb 50 évvel korábbi. Falába a második századból való római kövek vannak beépítve.
- a greithi Szt. Ulrik-plébániatemplom
- a Welsberg-kastély 1745-ben épült rokokó stílusban

## Testvértelepülések
- Krempe, Németország

## Fordítás
- Ez a szócikk részben vagy egészben  a   Sankt Martin im Sulmtal című német Wikipédia-szócikk ezen változatának fordításán alapul.  Az eredeti cikk szerkesztőit annak laptörténete sorolja fel. Ez a jelzés csupán a megfogalmazás eredetét és a szerzői jogokat jelzi, nem szolgál a cikkben szereplő információk forrásmegjelöléseként.